# Hamm am Rhein
Pour les articles homonymes, voir Hamm (homonymie).
Hamm am Rhein est une municipalité allemande située dans le land de Rhénanie-Palatinat et l'arrondissement d'Alzey-Worms, sur la rive gauche du Rhin.

## Transports
- Le bac de Gernsheim permet de traverser le Rhin, vers la commune de Gernsheim située sur la rive droite du fleuve.

## Source
- (de) Cet article est partiellement ou en totalité issu de l’article de Wikipédia en allemand intitulé « Hamm am Rhein » (voir la liste des auteurs).